# 第3戰鬥機聯隊 (納粹德國)
第3战斗机联队（德語：Jagdgeschwader 3，簡稱：JG 3）是二戰時期的德國空軍戰鬥機聯隊。第3战斗机联队曾在二戰歐洲戰區的所有的戰線上作戰。它以德國空軍發展的重要人物恩斯特·烏德特的名字命名。